# Залевська Олександра Олександрівна
Залевська Олекса́ндра Олекса́ндрівна (29 вересня 1929 — 9 травня 2021) — російський психолінгвіст, мовознавець, доктор філологічних наук, професор, Заслужений діяч науки Російської Федерації (1998).

## Біографія
Закінчила Алматинський інститут іноземних мов. Фахівець з психолінгвістичних проблем семантики слова, породження і розуміння мовлення.
Автор понад 350 наукових праць, у тому числі 15 книг (1 підручник з грифом Міносвіти РФ, 7 навчальних посібників, 2 видання текстів лекцій, 5 монографій), 11 публікацій за кордоном.
Науковий редактор двох колективних монографій, 28 збірників наукових праць, 2 видань «Лингвистика и межкультурная коммуникация» «Вестник ТвГУ» (серія «Філологія»), член редколегії періодичного видання «Studia linguistica cognitiva», журналів «Вопросы психолингвистики», «Алтайський филологический журнал».
Підготувала 36 кандидатів наук та 9 докторів наук. Голова спеціалізованої Вченої ради. Керівник Тверської психолінгвістичної наукової школи.
Брала участь у роботі міжнародних форумів: Лондон (1969), Токіо (1972), Париж (1976), Будапешт (1991, 1998), Ґданськ (1998, 2000), Алмати (2003), Харбін (2005), Пекін (2006).

## Звання
- Заслужений діяч науки Російської Федерації (1998)
- Почесний дійсний член (академік) Міжнародної академії психологічних наук (1998)
- Почесний професор Тверського державного університету (1996)
- Соросівський лауреат (1997)
- Почесний професор Казахського університету міжнародних відносин та світових мов ім. Абилай хана (Республіка Казахстан, 2003)
- Почесний професор Харбінського педагогічного університету (КНР, 2006)

## Нагороди
- Медаль «Ветеран праці»
- Почесний знак «Заслужений діяч науки Російської Федерації»

## Праці
- Залевская А. А. Психолингвистические проблемы семантики слова. Калинин: Калинин. гос. ун-т, 1982.
- Залевская А. А. Проблемы психолингвистики. Калинин: Калинин. гос. ун-т, 1983.
- Залевская А. А. Понимание текста: психолингвистический подход. Калинин: Калинин. гос. ун-т, 1988.
- Залевская А. А. Слово в лексиконе человека: психолингвистическое исследование. Воронеж: Изд-во Воронеж. гос. ун-та, 1990.
- Залевская А. А. Индивидуальное знание: специфика и принципы функционирования. Тверь: Твер. гос. ун-т, 1992.
- Залевская А. А. Вопросы теории овладения вторым языком в психолингвистическом аспекте. Тверь: Твер. гос. ун-т, 1996.
- Залевская А. А. Введение в психолингвистику. М.: Российск. гос. гуманит. ун-т, 1999.
- Залевская А. А., Медведева И. Л. Психолингвистические проблемы учебного двуязычия. Тверь: Твер. гос. ун-т, 2002.
- Залевская А. А. Психолингвистические исследования. // Слово. Текст: Избранные труды. М.: Гнозис, 2005.
- Залевская А. А. Введение в психолингвистику. Изд. 2-е, дополн. -М : Российск. гос. гуманит. ун-т, 2007.